# Айриш Оупън (покер)
Айриш Оупън (на английски: Irish Poker Open) е най-дългият по продължителност No Limit Texas Hold'em покер турнир в Европа и втори в света след Световните покер серии.

## История
За пръв път е организиран през 1980 г. от Тери Роджърс, известен ирландски букмейкър, турнирът е най-голямото европейско покер събитие на международния календар на покера. Той традиционно се провежда през уикенда на Великден всяка година.

## Награда за шампиона (2007 – 2010)
- 2007 – €650 000
- 2008 – €801 400
- 2009 – €600 000
- 2010 – €600 000

## Шампиони
- 2011 Нийл Смит
- 2010 Джеймс Митчел
- 2009 Кристер Йохансон
- 2008 Нийл Чаннинг
- 2007 Марти Смит
- 2006 Вицент Мълин
- 2005 Джон Фалконер
- 2004 Иван Донаги
- 2003 Джо Бейвърс
- 2002 Ник Бърни
- 2001 Джени Хагърти
- 2000 Алън Бетсън
- 1999 Лиам Баркър
- 1998 Мики Фин
- 1996 Лиам Флоуд
- 1994 Мики Фин
- 1993 Кристи Смит
- 1991 Колет Дохърти
- 1990 Лиам Флоуд
- 1989 Ноел Форлог
- 1988 Джими Лангъм
- 1987 Ноел Форлонг
- 1986 Брайан МакКартни
- 1985 Ирен Тайер
- 1984 Тони Берни
- 1983 Джими Лангъм
- 1982 Франки Конвей
- 1981 Шон Кели
- 1980 Колет Дохърти